# Nikolaj Andrejevič Rimskij-Korsakov
Nikolaj Andrejevič Rimskij-Korsakov (rusky Никола́й Андре́евич Ри́мский-Ко́рсаков, Nikolaj Andreevič Rimskij-Korsakov; 18. března 1844 Tichvin v Petrohradské oblasti nedaleko Novgorodu – 21. června 1908, Ljubensk, Pskovská oblast) byl významný romantický ruský hudební skladatel a pedagog (vyučoval harmonii a orchestraci, jíž byl mistrem).
Byl členem umělecké skupiny zvané „Pětka“ nebo též „Mocná hrstka“. Jeho díla jsou často inspirována náměty z oblasti lidové slovesnosti (zejména pohádek). Rimskij-Korsakov jako jeden z prvních  předložil svou představu synestetického (vícesmyslového) vnímání hudby (sluch a zrak), kde určitému tónu je pevně přiřazena určitá barva (viz níže).

## Život

### Dětství a raná léta
Nikolaj Andrejevič Rimskij-Korsakov se narodil 18. března roku 1844 v Tichvinu nedaleko Petrohradu do aristokratické rodiny. Jeho otec byl humánní a pokrokový člověk, který již před rokem 1861 dal svobodu svým nevolníkům. Byl státním úředníkem, čtyři roky gubernátorem volyňské oblasti a po odchodu do výslužby se usadil v Tichvinu. Ve své autobiografii Kronika mého hudebního života (Летопись моей музыкальной жизни) Nikolaj napsal, že se jeho hudební nadání projevilo velice brzy: „Ve dvou letech jsem již rozeznal všechny melodie, které mně matka zpívala, a ve třech nebo ve čtyřech jsem dokázal doprovázet svého otce při hraní na klavír údery na buben.“ V šesti letech se naučil hrát na klavír a rostl jeho zájem o partitury, které našel doma, včetně Glinkovy opery, Život za cara. Sám později vzpomínal, jak již tehdy hrával fantazie na melodie z Hugenotů, Rigoletta nebo Ivana Susanina. První skladbu začal psát v devíti letech „předehra“ pro klavír). Velkou inspirací mu byla příroda. Jelikož v rodině existovala námořnická tradice, a hudba nebyla v té době tak ceněna rodinou ani jím samým, šel Korsakov ve stopách svého bratra. V roce 1856 vstoupil do školy pro námořní kadety v Petrohradě, kde se jeho o dvaadvacet let starší bratr stal v roce 1862  ředitelem.

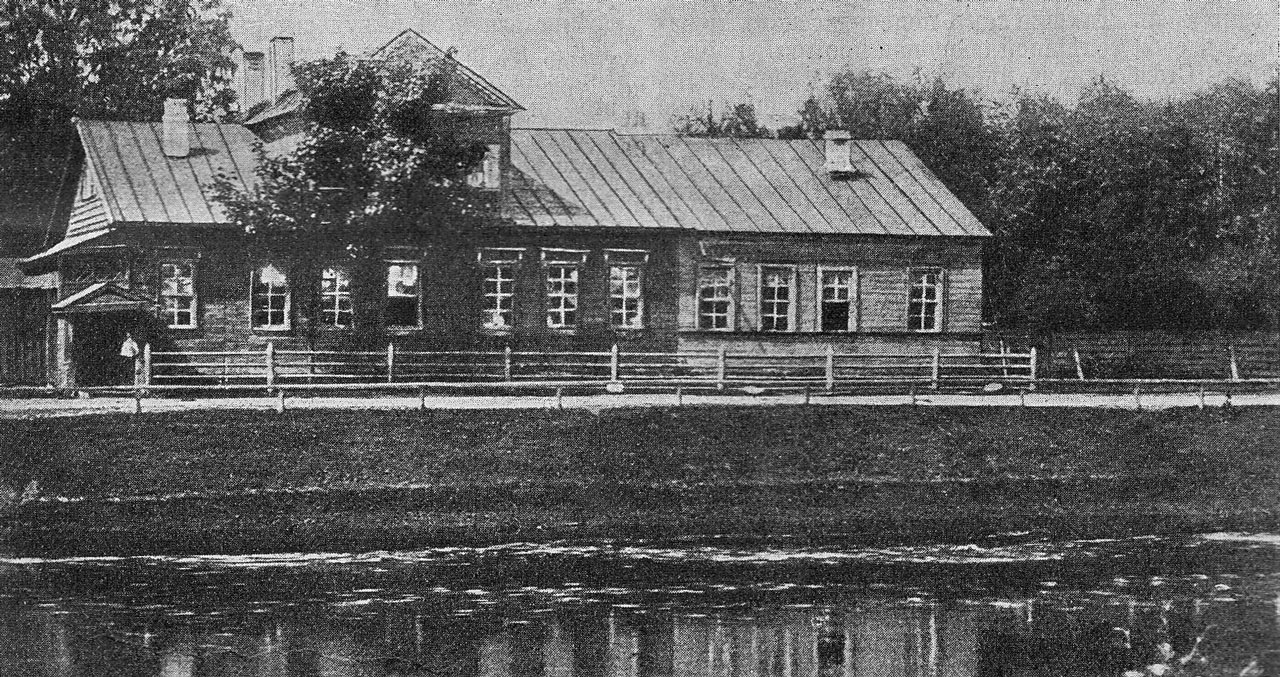
Korsakovův rodný dům

Jeho studentské povinnosti mu poskytovaly dostatek času věnovat se hudbě. Chodil na hodiny klavíru a jeho pedagog Théodor Canille mu přibližoval velké postavy světové hudby. S bratrem navštěvoval opery a orchestrální koncerty; k nim patřily hlavně Beethovenovy symfonie a Glinkova hudba. V 17 letech začal pracovat na své první symfonii. V posledním roce školy, když bylo Korsakovovi osmnáct let, ho jeho učitel seznámil se třemi, v té době už známými skladateli – Balakirevem, Kjujem a Musorgským. Balakirev viděl v Korsakovovi velkého skladatele a když mu Korsakov ukázal své první skladatelské pokusy, povzbuzoval ho do další práce.

### Vrcholná léta
Přitažlivost hudby byla pro Korsakova po absolvování školy tak silná, že chtěl opustit námořní kariéru, ale rodina mu to nedovolila. Téměř tři roky (mezi lety 1862–1865) cestoval po moři a navštívil např. New York, Rio de Janeiro a Londýn. V Londýně navštěvoval v Královské opeře v Covent Garden operní představení, a dokončil pomalou větu své symfonie. Po návratu do Ruska jako (jeho vlastními slovy) „diletantský důstojník občas provozující nebo poslouchající hudbu“, obnovil přátelství s Balakirevem a stal se členem nově vzniklého kroužku skladatelů Mocná hrstka. V říjnu 1865 dokončil svou symfonii es moll, opus 1. Balakirev její provedení řídil na Nový rok. Rimskij-Korsakov se pod jeho vlivem inspiroval slovanskými lidovými melodiemi a tato národní linka charakterizuje většinu jeho díla.

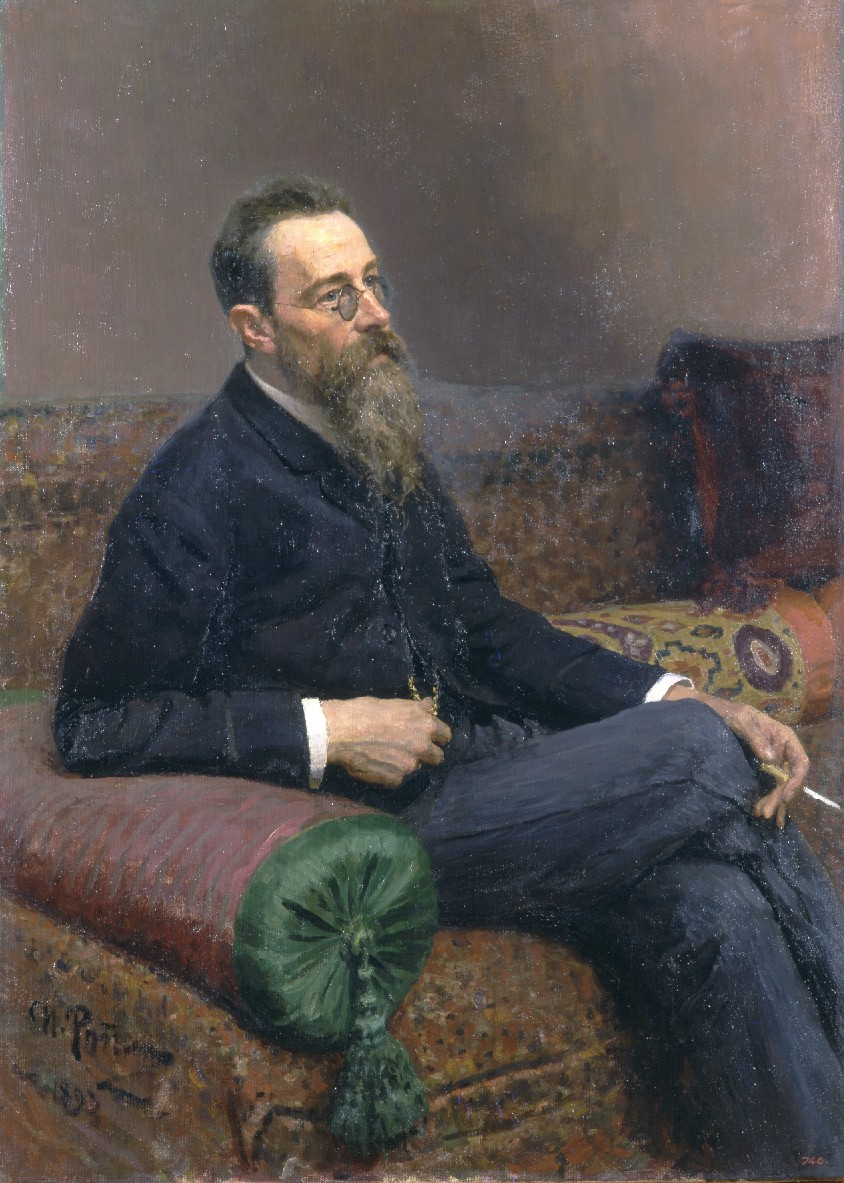
Obraz od Repina z roku 1893

Po zbytek desetiletí spojoval Korsakov své námořnické povinnosti na souši s působením hudebníka. Napsal několik nových skladeb včetně programové druhé symfonie s podtitulem Antar nebo orchestrální fantazie Sadko, kterou později částečně použil ve stejnojmenné opeře. Začal také pracovat na své první opeře.  V červenci 1871 se mu podařilo, ač byl stále námořním poručíkem, bez formálního vzdělání v kompozici, učit na petrohradské konzervatoři. Musel se sám potají učit, aby byl alespoň o krok před svými studenty. Brzy se stal odborníkem v oboru teorie skladby a instrumentace. Často pomáhal s instrumentací skladeb a oper jiných skladatelů, například Glinky nebo Musorgského. S Musorgským bydlel v tomto období v jednom bytě a má velký podíl na dokončení jeho skladby Soročinský jarmark nebo úpravě oper Chovanština a Boris Godunov. 
Díky angažmá v petrohradské konzervatoři získal Korsakov dostatečné finanční zázemí na to, aby se v červenci 1872 oženil s vynikající pianistkou a krásnou ženou Naděždou Purgoldovou. Manželka ho celý život podporovala v hudební kariéře, připravovala klavírní úpravy Korsakovových děl k publikaci. Vojenskou kariéru opustil v květnu roku 1873, když pro něj ministr pro námořní dopravu Krebbe, jeho přítel, vytvořil dobře placené místo inspektora hudebních těles ministerstva námořnictví; toto místo zastával v letech 1873–1884. Z popudu své nové funkce se začal mj. vážně zabývat studiem hudebních nástrojů – jejich konstrukcí i technikou hry. Od roku 1874 začal také dirigovat, nejprve koncerty, později i operní představení.
Od symfonické hudby se jeho zájem zaměřil hlavně na operu. V roce 1873 byla v Petrohradě uvedena první opera Rimského–Korsakova Pskovanka s námětem z ruské historie, po které následovala romanticko-komická opera Májová noc (1880) a pohádková Sněhurka (1881). Korsakov se jako skladatel zdokonaloval a získal si i určité jméno. Své znalosti a energii obětavě věnoval hudbě svých přátel. V roce 1881 zemřel Musorgskij, který zanechal svou hudbu ve značném nepořádku. Korsakov ji připravil k uvedení a uveřejnění. Též upravil operu Kníže Igor Alexandra Borodina, která bývá v Korsakovově verzi uváděna dodnes.

Po třech operách se Rimskij–Korsakov asi deset let věnoval instrumentální hudbě. Skladby Třetí symfonie (C dur, op. 32), Španělské capriccio, Velikonoční ouvertura a zejména orchestrální suita Šeherezáda mu přinesly úspěch i v zahraničí. V roce 1889 dirigoval společně s Glazunovem koncerty ruské hudby na světové výstavě v Paříži. 

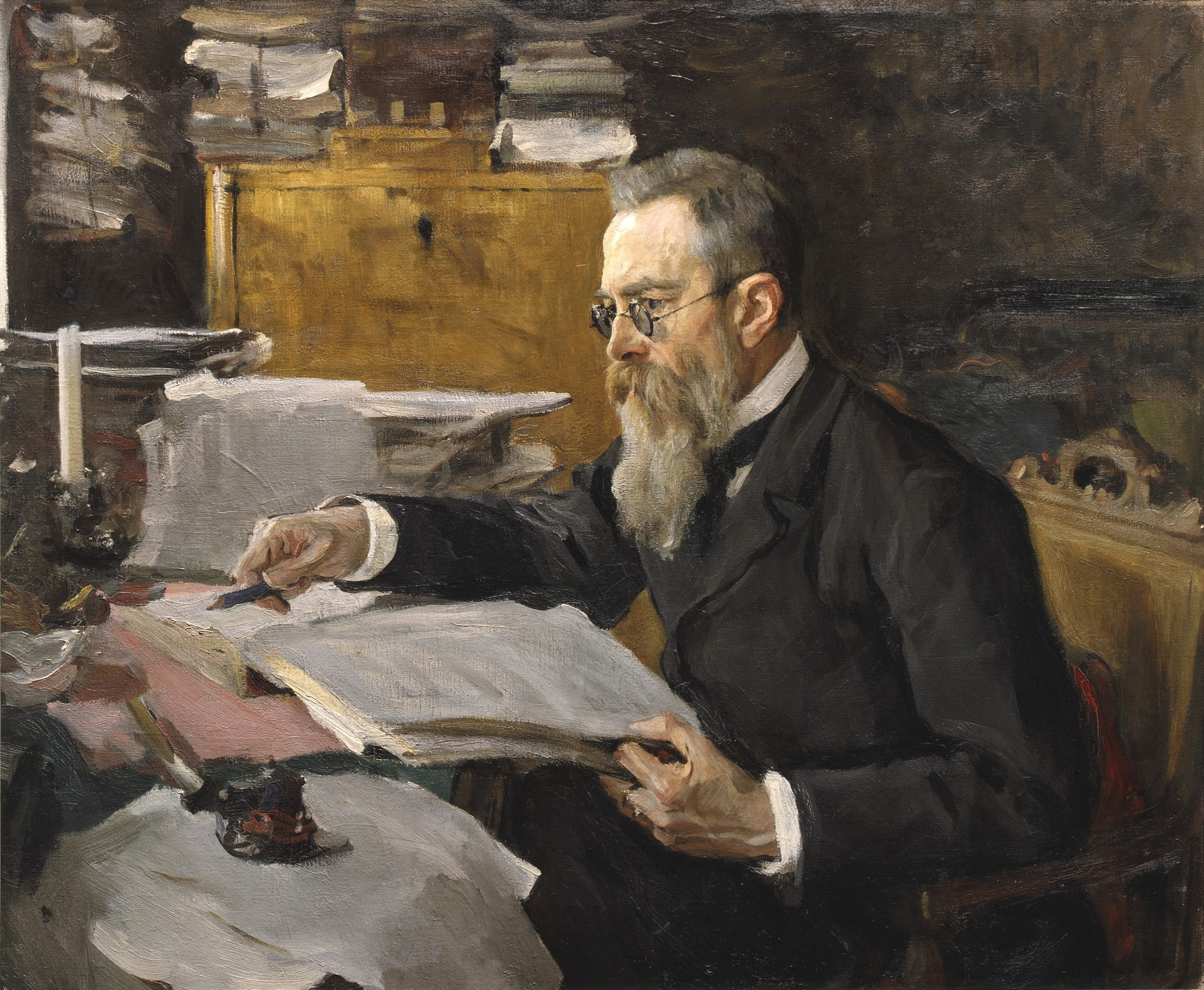
Obraz od Valentina Serova z roku 1898

V letech 1884–1894 byl vedoucím orchestrální třídy pěveckého sboru řízeného Balakirevem, ale jejich spolupráce skončila, když se dřívější přátelství  změnilo v oboustrannou antipatii. Rimskij–Korsakov prošel na  počátku devadesátých let duševní krizí, přemýšlel o smyslu života a umění. Z této situace mu pomohla nová vlna tvůrčí aktivity.
Poté se vrátil k opeře a do konce života vytvořil 12 oper, z nichž k nejznámějším patří Sadko, Pohádka o caru saltánovi nebo Zlatý kohoutek. Mnohá díla měla problémy s carskou cenzurou a byla uvedena v soukromých divadlech, například Mozart a Salieri, Kostěj Nesmrtelný nebo Zlatý kohoutek. Kromě toho napsal množství drobnějších děl (romance, kantáty). Od začátku 20. století hudba Rimského–Korsakova nabývala světové proslulosti. V roce 1906 byl zvolen členem Královské švédské hudební akademie. Po velkém úspěchu opery Sněhurka v Paříži roku 1908 se jeho díla hrála na operních scénách v Evropě (Berlín, Praha, Milán, Barcelona, Řím) i Americe.

### Pozdní léta a smrt

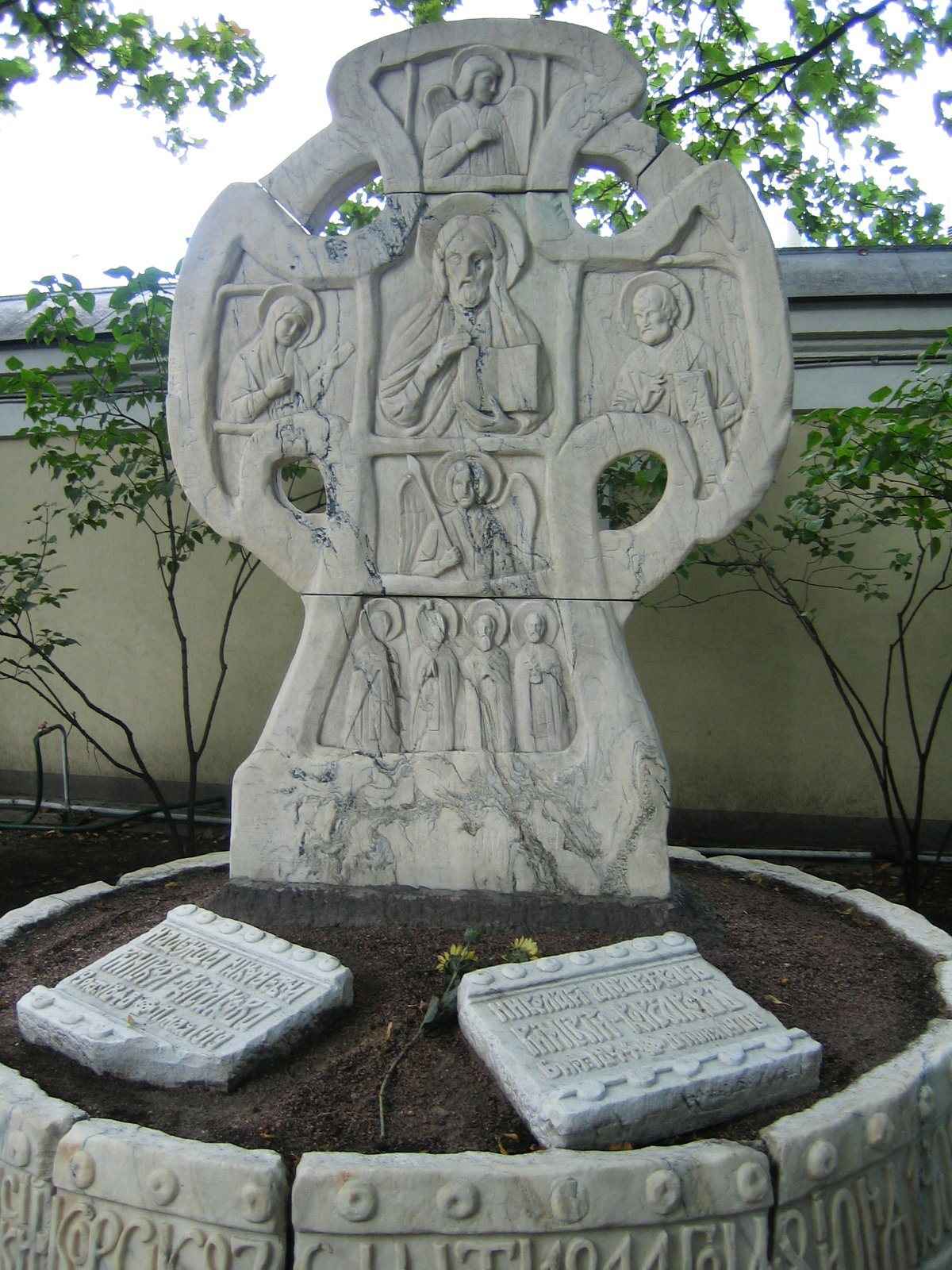
Hrob Rimského–Korsakova na Tichvinském hřbitově

Během revolučních událostí v letech 1905–1907 Rimskij–Korsakov aktivně podporoval požadavky stávkujících studentů a otevřeně odsoudil kroky správy Petrohradské konzervatoře. Byl donucen rezignovat a ještě téhož roku odcestoval do Itálie. Mezi jeho žáky patřili například Alexandr Glazunov, Igor Stravinskij, Sergej Prokofjev, Nikolaj Mjaskovskij.
Ke konci života trpěl anginou pectoris. Nikolaj Andrejevič Rimskij–Korsakov zemřel na infarkt na svém statku v Ljubansku v červnu roku 1908 ve věku 64 let. Byl pohřben na Novoděvičím hřbitově v Petrohradě, ve 30. letech 20. století byly jeho ostatky přeneseny do Nekropole umělců na Tichvinském hřbitově. Zanechal velké dědictví, ze kterého žila jeho vdova Naděžda až do konce svého života. Premiéra jeho poslední opery Zlatý kohoutek se konala až v říjnu 1909 na scéně soukromého divadla v Moskvě.

## Dílo
Svým dílem výrazně přispěl k rozvoji ruské národní hudby 19. století. Těžiště jeho tvorby představovaly především opery, ale skládal také symfonie, písně, komorní a vokální skladby. Byl také autorem Základů instrumentace, Praktické nauky o harmonii a dalších odborných spisů. Sestavil sborníky ruských lidových písní a napsal knihu vzpomínek Z letopisů mého hudebního života. Velkou pozornost věnoval instrumentaci, nejen vlastních skladeb, ale také cizí tvorby (Glinka, Dargomyžskij, Kjuji, Musorgskij, Borodin).

### Přehled děl

#### Opery
- Pskovanka (Car Ivan Hrozný) (1873, Псковитянка), podle divadelní hry Lva Alexandroviče Meje, přepracováno roku 1894.
- Májová noc (1880, Майская ночь), podle povídky Nikolaje Vasiljeviče Gogola
- Sněhurka (Jarní pohádka) (1881, Снегурочка), podle stejnojmenné divadelní hry Alexandra Nikolajeviče Ostrovského.
- Mlada (1892, Млада), opera-balet, libreto Viktor Alexandrovič Krylov. Námět ze staré historie pobaltských Slovanů. První jeho opera s psychologickým podtextem.
- Příběh noci vánoční (1895, Ночь перед Рождеством), podle povídky Nikolaje Vasiljeviče Gogola.
- Sadko (1896, Садко), vlastní libreto vychází ze staré pověsti o pěvci Sadkovi. Spojuje prvky pohádkově historické s lidovými.
- Mozart a Salieri (1898, Моцарт и Сальери), duoopera podle divadelní hry Alexandra Sergejeviče Puškina.
- Bojarka Věra Šeloga (1898, Боярыня Вера Шелога), prolog k opeře Pskovanka podle prvního jednání hry Lva Alexandroviče Meje.
- Carská nevěsta (1899, Царская невеста), podle divadelní hry Lva Alexandroviče Meje.
- Pohádka o caru Saltánovi (1900, Сказка о царе Салтане), podle pohádky Alexandra Sergejeviče Puškina.
- Servilia (1902, Сервилия), podle divadelní hry Lva Alexandroviče Meje. Odehrává se v Římě za císaře Nerona
- Kostěj Nesmrtelný (Podzimní pohádka) (1902, Кащей Бессмертный), vlastní libreto.
- Pan vojvoda, (1904, Пан воевода) libreto Ilja Fedorovič Tjumenev. Z polského prostředí, uplatněny polské lidové náměty. Operu věnoval Chopinovi.
- Pověst o neviditelném městě Kitěži a panně Fevronii, (1904, Сказание о невидимом граде Китеже и деве Февронии), vlastní libreto, epická opera s množstvím lidských typů
- Zlatý kohoutek (1907,Золотой петушок), na motivy básně Alexandra Sergejeviče Puškina. pohádková opera ze staré Rusi, satira na poměry v Rusku

#### Symfonická hudba
- Symfonie č.1 v E-moll, op. 1 (1861–65/1884)
- Symfonie č.2 (Antar) op. 9 (1868/1875/1897)
- Symfonie č.3 v C-dur, op. 32 (1866–73/1886/1899/1904–6)
- Capriccio Espagnol, op. 34 (1887)
- Suita Šeherezáda op. 35 (1888)
- Serenáda pro violoncello a orchestr, op. 37 (1903)

#### Komorní hudba
- Klavírní koncert v C-moll, op. 30 (1882–3)
- Klavírní kvintet v B-dur pro flétnu, klarinet, lesní roh, fagot a klavír (1876)
- Klavírní trio v C-moll pro housle, violoncello a klavír (1897)

### Inscenace v Česku (výběr)
- První inscenací díla Rimského-Korsakova na Národním divadle v Praze byla opera Sněhurka (Jarní pohádka). Dirigentem byl Karel Kovařovic, premiéra byla 29. 3. 1905[18]
- V Brně byla Sněguročka poprvé uvedena 2. května 1928 v Divadle Na hradbách[19]
- V pražském Národním divadle byla uvedena polovina z Korsakových 15 oper (např. Sadko, Carská nevěsta, Sněguročka, Pskovanka nebo naposledy v roce 1984 Příběh noci vánoční)[20]

## Synestezie podle Rimského-Korsakova
Nikolaj Rimskij-Korsakov měl absolutní sluch, na jehož základě se často objevuje schopnost barevného vnímání tónin. Hudba se mu hlavě měnila v živé obrazy. Korsakov o své synestezii řekl, že veškeré tóny a akordy nachází v přírodě v barvě mraků, svitu slunce, v polární záři a podobně. Vnímal barvy v souvztažnosti k jednotlivým tónům, resp. notám následujícím způsobem:
| Nota | Barva         |
| ---- | ------------- |
| C    | bílá          |
| D    | světle žlutá  |
| E    | safírová modř |
| F    | zelená        |
| G    | zlatohnědá    |
| A    | růžová        |
| H    | tmavě modrá   |